# Philippe Rinaldi
Pour les articles homonymes, voir Rinaldi.
Filippo Rinaldi (né le 28 mai 1856 à Lu Monferrato, dans la province d'Alexandrie, dans le royaume de Piémont-Sardaigne, et mort le 5 décembre 1931 à Turin) était un  prêtre salésien italien, béatifié par l'Église catholique. Il est fêté le 5 décembre.

## Biographie

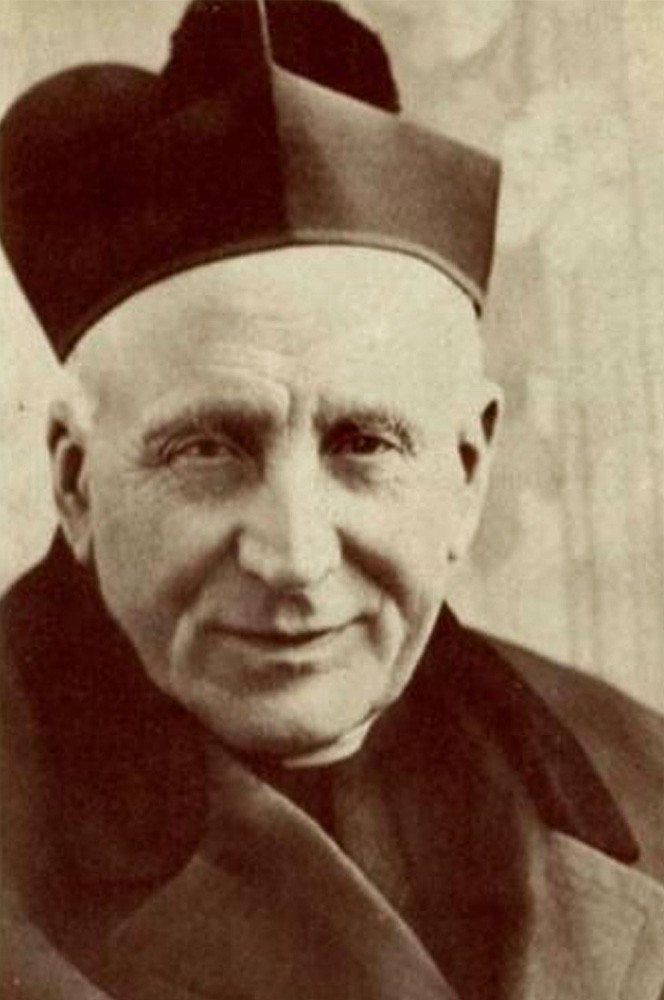
Philippe Rinaldi on 24 April 1922

Enfant pieux, élevé chez les salésiens, dans le Piémont, Filippo Rinaldi fit connaissance avec Jean Bosco, qui l'éveilla à sa vocation. Après avoir surmonté des difficultés d'ordre psychologique, il fut novice à vingt ans, puis il devint prêtre. Il vécut d'abord dans l'ombre de Jean Bosco. En 1889, il fut envoyé en Espagne, où il développa les fondations salésiennes.
Revenu en Italie, Filippo Rinaldi accéda à de grandes responsabilités, tout en gardant un apostolat de terrain, notamment en confessant. Bon connaisseur de l'âme féminine, il soutint la fondation de l'institut séculier des zélatrices de Marie-Auxiliatrice, connues plus tard sous le nom de Volontaires de Don Bosco.
Le grand désir de Filippo Rinaldi était de mettre en œuvre et de transmettre la pédagogie salésienne. En 1922, il devint supérieur de la congrégation. Il lui donna une forte impulsion, notamment en envoyant de nombreux salésiens dans les missions.
Il meurt le 5 décembre 1931 à Turin, à l'âge de 75 ans.
Filippo Rinaldi a été béatifié par le pape Jean-Paul II le 29 avril 1990.